# Tomba dei vasi greci
La tomba dei vasi greci è una tomba ipogea etrusca risalente alla fine del VI secolo a.C., scoperta nella necropoli della Banditaccia a Cerveteri.

## Descrizione

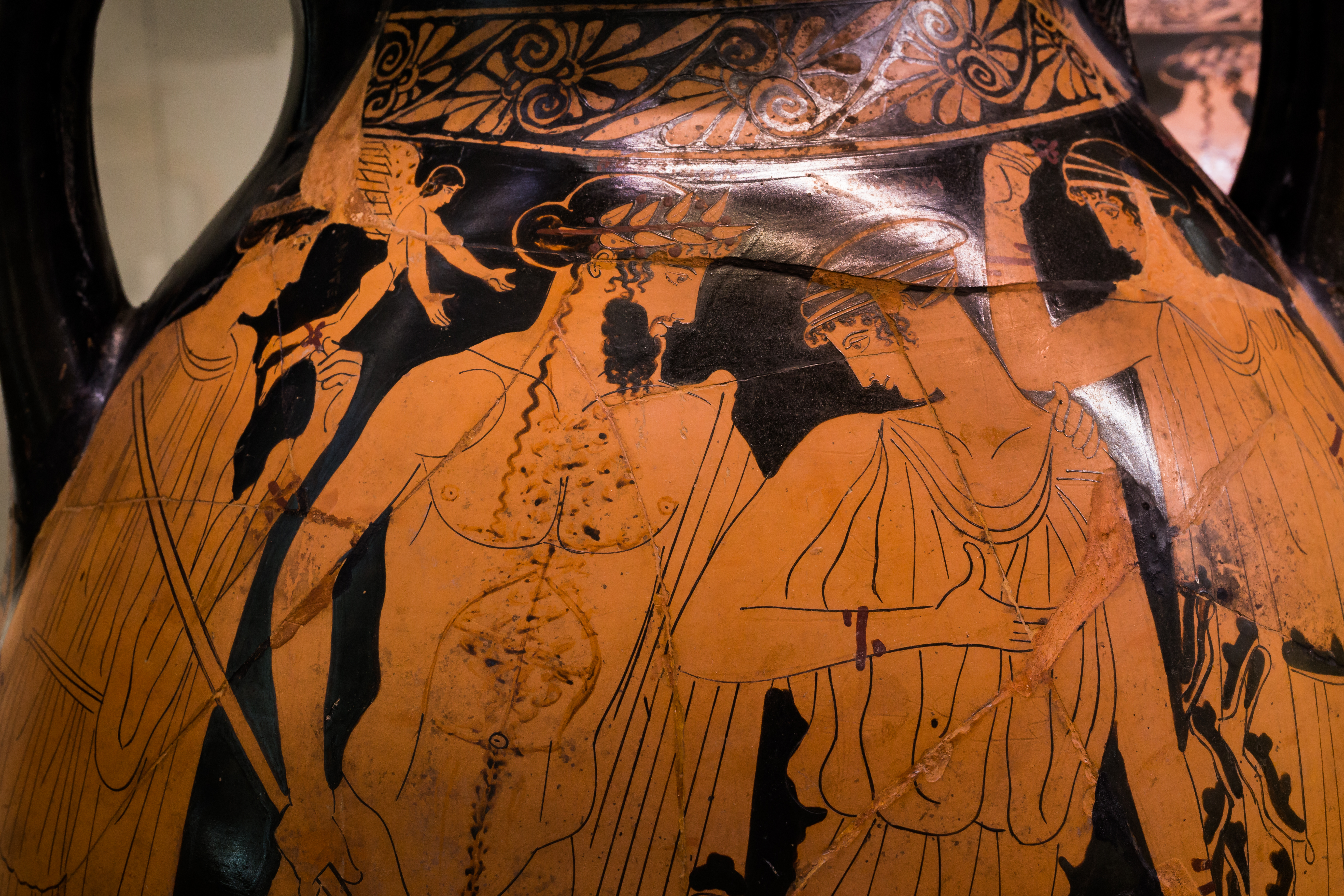
Dettaglio di un vaso ritrovato nella tomba, Poseidone e Amimone, ora esposto al Museo nazionale etrusco di Villa Giulia

La tomba si trova all'interno del Tumulo II, tra i più grandi della necropoli, dove sono state scavate anche la Tomba della capanna, la Tomba dei dolii e degli alari e la Tomba dei letti funebri.
Nonostante fosse stata violata e addirittura utilizzata come ovile, ha restituito diversi vasi importati dalla Grecia, da cui il nome.
La tomba presenta una struttura molto regolare; un breve corridoio d'entrata, cui si affacciano due celle simmetricamente opposte, poste prima della stanza principale, rettangolare e scavata trasversalmente rispetto il corridoio d'entrata. Ai lati della stanza diversi banchi, destinati ad urne e sarcofagi, e sul fondo i tre ingressi ad altrettante camere sepolcrali. 

### Annotazioni
1. ↑  Amimone, una delle cinquanta figlie del re Danao (Danaidi), è un personaggio della mitologia greca. 
Quando il padre giunse a Lerna, nel golfo di Nauplia, per la mancanza di acqua incaricò la figlia Amimone di procurarsi dell'acqua per un sacrificio. Mentre svolgeva il compito, la giovane svegliò involontariamente un satiro, che cercò di abusare di lei. La fanciulla invocò l'aiuto di Poseidone, che intervenne scagliando il proprio tridente in direzione del satiro, mancandolo. Il tridente si conficcò in una roccia e Poseidone concesse ad Amimone di estrarlo. Da quel punto sgorgò l'acqua della fonte Amimone. Questa è l'origine del fiume di Lerna

### Fonti
1. 1 2   La Tomba dei vasi greci (Tumolo II), su canino.info. URL consultato il 10 agosto 2024.
2. 1 2 3   Tomba dei vasi greci VI secolo a.C., su etruschi.name. URL consultato il 10 agosto 2024.